# Seyyit Ahmet Ağralı
Seyyit Ahmet Ağralı (ur. 18 kwietnia 1940 w Kavak) – turecki zapaśnik walczący w stylu wolnym. Olimpijczyk z Meksyku 1968, gdzie odpadł w eliminacjach w kategorii do 70 kg.
Brązowy medalista mistrzostw świata w 1966; czwarty w 1965; szósty w 1962 i 1967. Wicemistrz Europy w 1966; czwarty w 1967 roku.